# Grand Front Osaka Tower C Intercontinental Hotel
Le Grand Front Osaka Tower C Intercontinental Hotel (グランフロント大阪 北館タワーC(インターコンチネンタルホテ) est un gratte-ciel de 154 m de hauteur, construit à dans l'arrondissement Kita-ku à Osaka en 2013, dans le quartier d'Umeda.
Il abrite un hôtel et des bureaux sur 33 étages.
Il fait partie du complexe appelé "Grand Front Osaka" qui comprend trois autres gratte-ciel, dont le Grand Front Osaka  Owners Tower
L'immeuble a été conçu par l'agence d'architecture Nikken Sekkei.